# Ana Gugel
Ana Gugel Puente (1981, Madrid, España) es una periodista española.
Licenciada en Ciencias de la Información por la Universidad San Pablo CEU de Madrid, hizo sus primeros pinitos en la Cadena Cope, Onda Cero y Telecinco pasando también por Deloitte. En 2005 llegó a Intereconomía TV cadena en la que copresentó el espacio de tertulia El gato al agua. Desde 2016 presenta el programa divulgativo El ojo clínico en La 2.